# Massif barlong

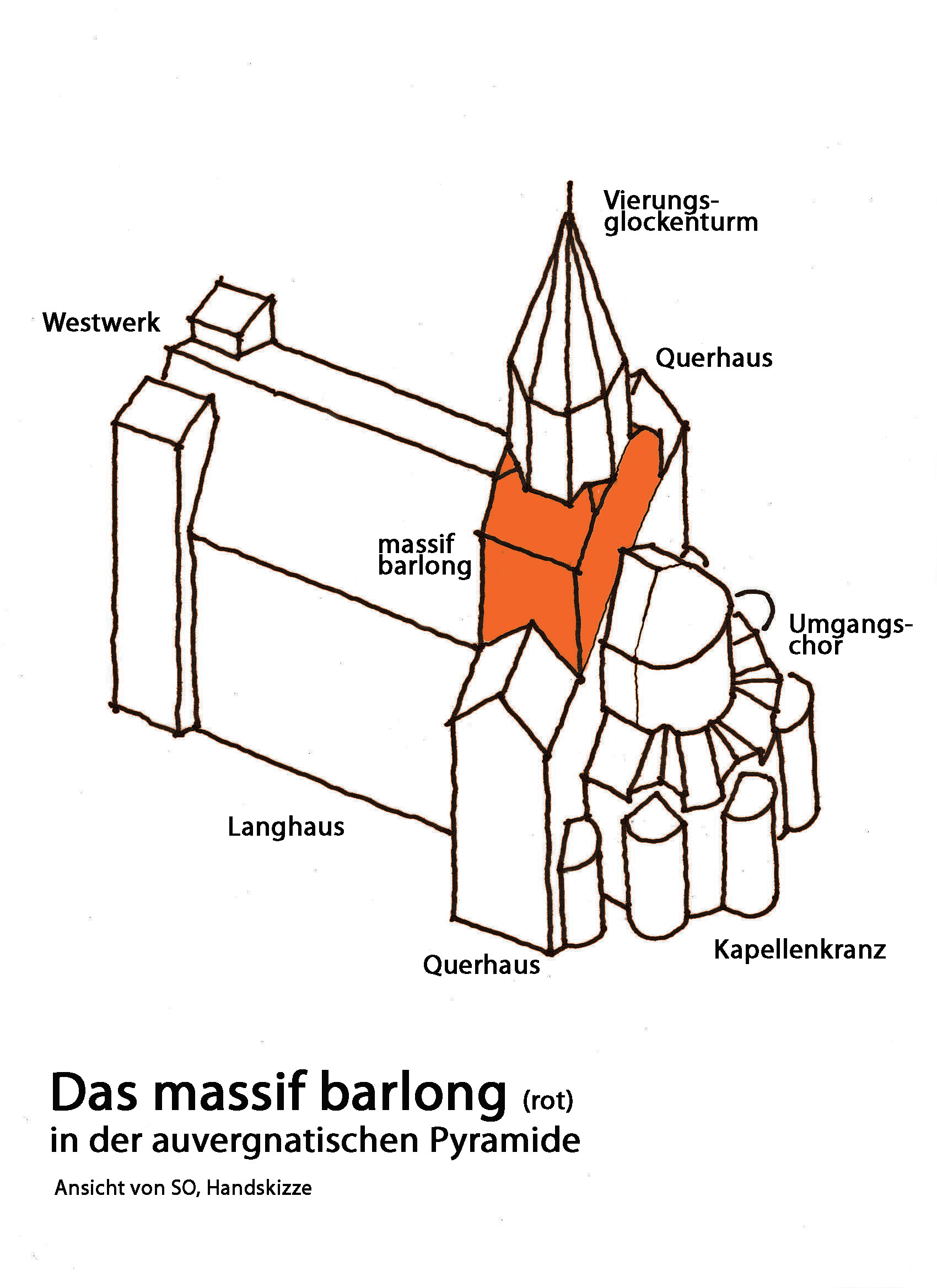

Unter Massif barlong (frz., etwa: „quer-rechteckiges Massiv“ oder auch „ungleichmäßiges Mauergeviert“) versteht man die charakteristische Ausgestaltung der Architektur des oberen Vierungsbereiches und dessen beiden Seitenflügel bei den  romanischen sechs „Hauptkirchen“ in der Basse-Auvergne oder Limagne, einer Landschaft um die Stadt Clermont-Ferrand in Frankreich. Es handelt sich um die Kirchen, in Reihenfolge ihrer Größe: Saint-Saturnin, Saint-Nectaire, Notre-Dame d’Orcival, Notre-Dame-du-Port de Clermont-Ferrand, Mozac (oder Mozat), bei der das Massif barlong nicht mehr erhalten ist, und Saint-Austremoine d’Issoire. Das Vorbild dieser Hauptkirchen ist die vorromanische Kathedrale von Clermont-Ferrand, die einem gotischen Neubau weichen musste. Das Massif barlong wird auch als auvergnatischer Block oder auvergnatischer Querriegel bezeichnet. Es ist stets ein wesentlicher Bestandteil einer auvergnatischen Pyramide.

## Äußere Erscheinung
Das Volumen des Massif barlong beginnt auf der Höhe der Traufen der Querhausarme und schließt oberseitig in Höhe des Kuppelscheitels ab. Es besitzt einen lang gestreckten rechteckigen Grundriss in Breite des Querhauses und der Vierung, und in Länge der Vierung zuzüglich der beiden seitlich angrenzenden erhöhten Raumabschnitte über den Verlängerungen der Seitenschiffe. Letztere werden von halben Tonnen überwölbt, die von flach geneigten  Pultdächern abgedeckt sind; deren Firste schließen in Höhe des Kuppelscheitels gegen die zu ihnen parallel verlaufenden Achteckseiten des Turmsockels an. Diese Firste schwenken auf den anschließenden Seiten des Achtecks leicht abwärts und lassen so dort kleine dreieckige walmartige Dachflächen entstehen, deren kurze Traufen auf den West- und Ostwänden des Massif abschließen. Diese Wände gehen, gelegentlich bis auf knappe Versätze, oberflächenbündig in die Wände des Querhauses und die ihrer Verlängerungen, sowie in die nach Osten und Westen weisenden Achteckseiten des Turmsockels über. Das ganze Gebilde erweckt den Eindruck, als ob der oktogonale Sockel des Vierungsturm von den seitlichen Teilen des Massif wie in einem Schraubstock eingezwängt wird.

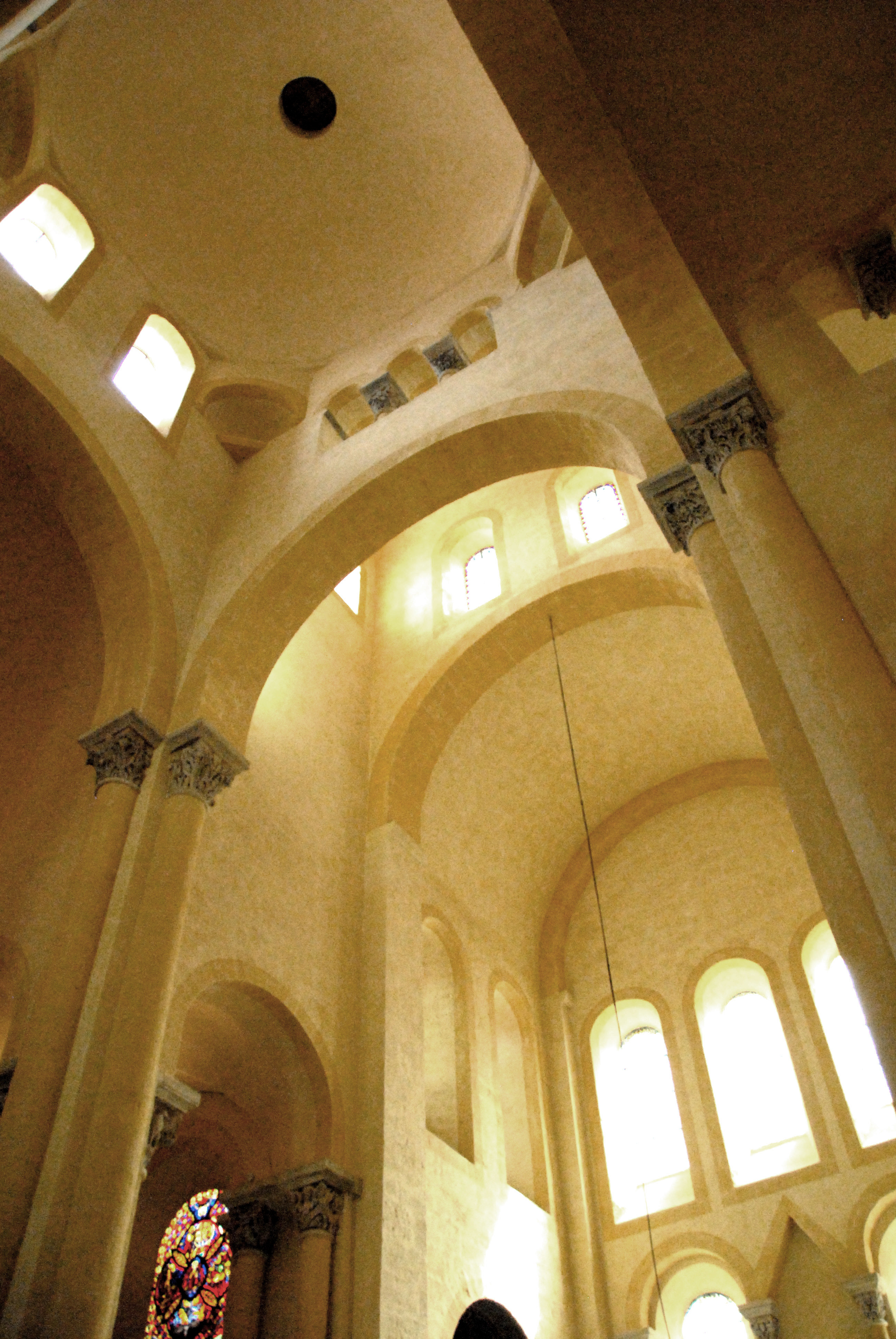
Notre-Dame-du-Port, Clermont-Ferrand: Massif barlong, südlicher Querhausarm

Um diesem massiven Unterbau die Schwere zu nehmen, hat man die meist zahlreich aufgereihten Fenster und die dazwischen befindlichen Wandabschnitte mit mehr oder weniger  entwickelten Blendarkaden  untereinander verbundenen. Bei Saint-Nectaire wurde das nicht gemacht, bei Notre-Dame-du-Port nur teilweise. Den reichsten Dekor zeigen Issoire und Saint-Saturnin.

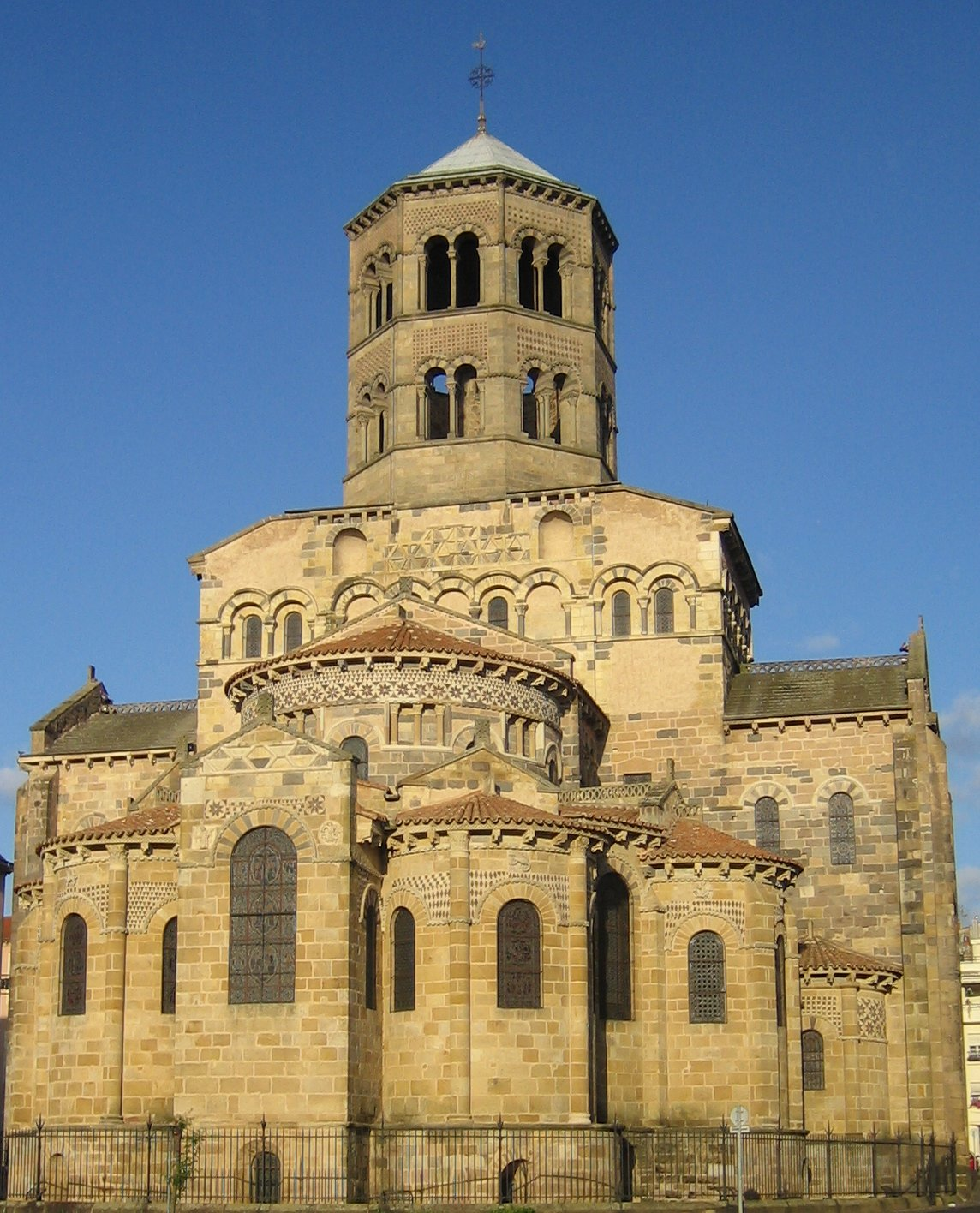
Saint-Austremoine d’Issoire
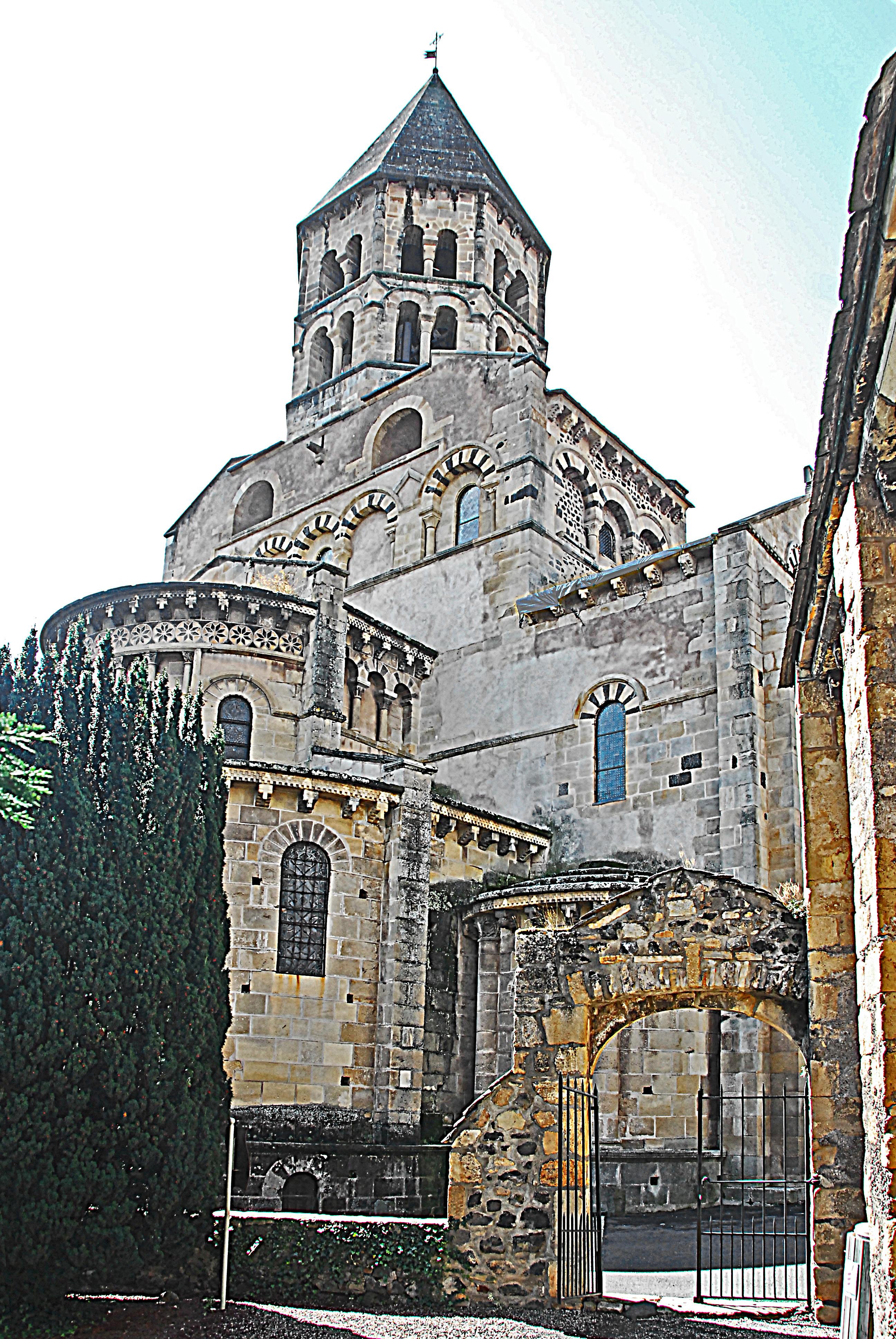
Saint-Saturnin, Puy-de-Dôme
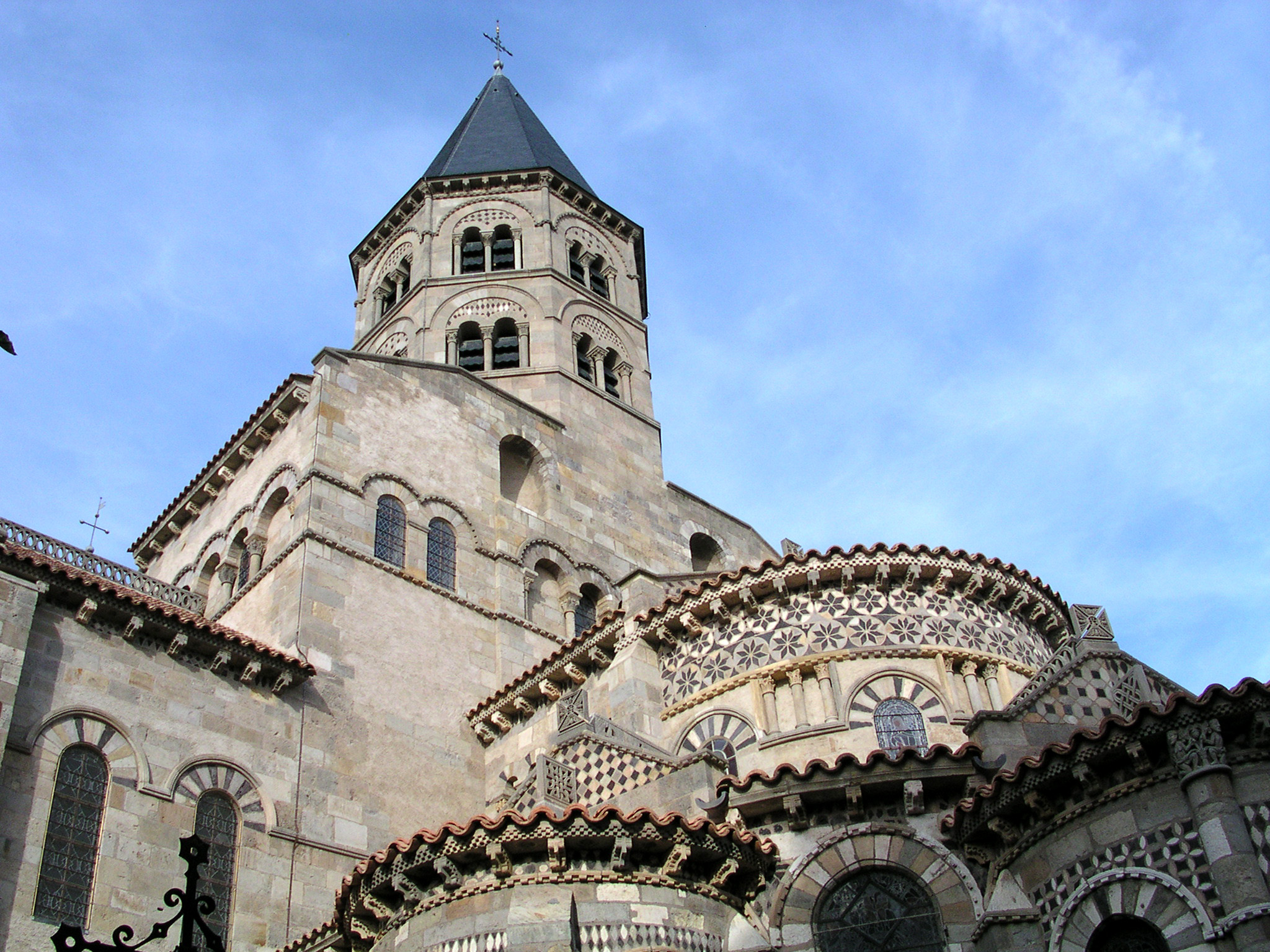
Notre-Dame-du-Port de Clermont-Ferrand
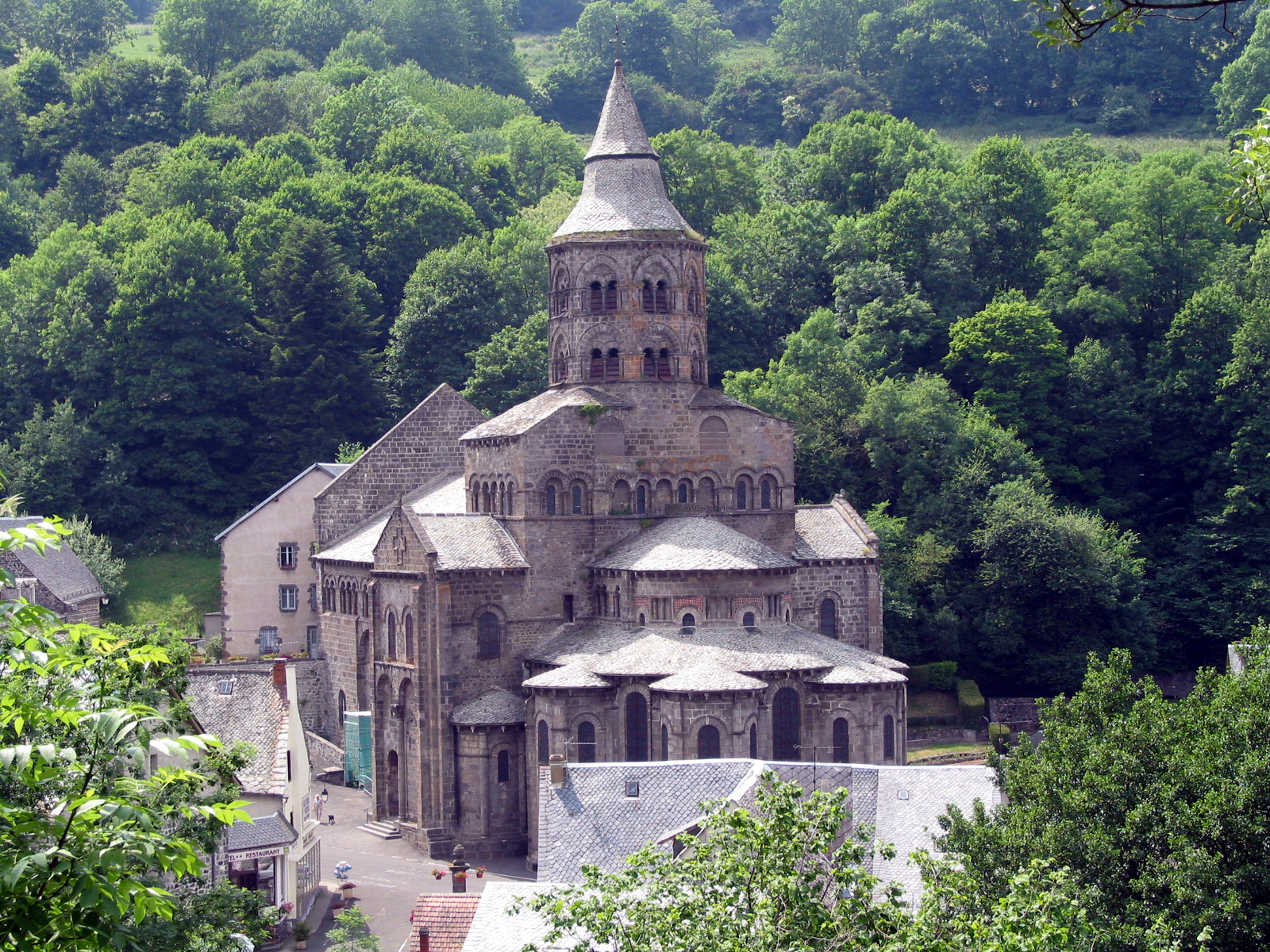
Notre-Dame d’Orcival

## Inneres

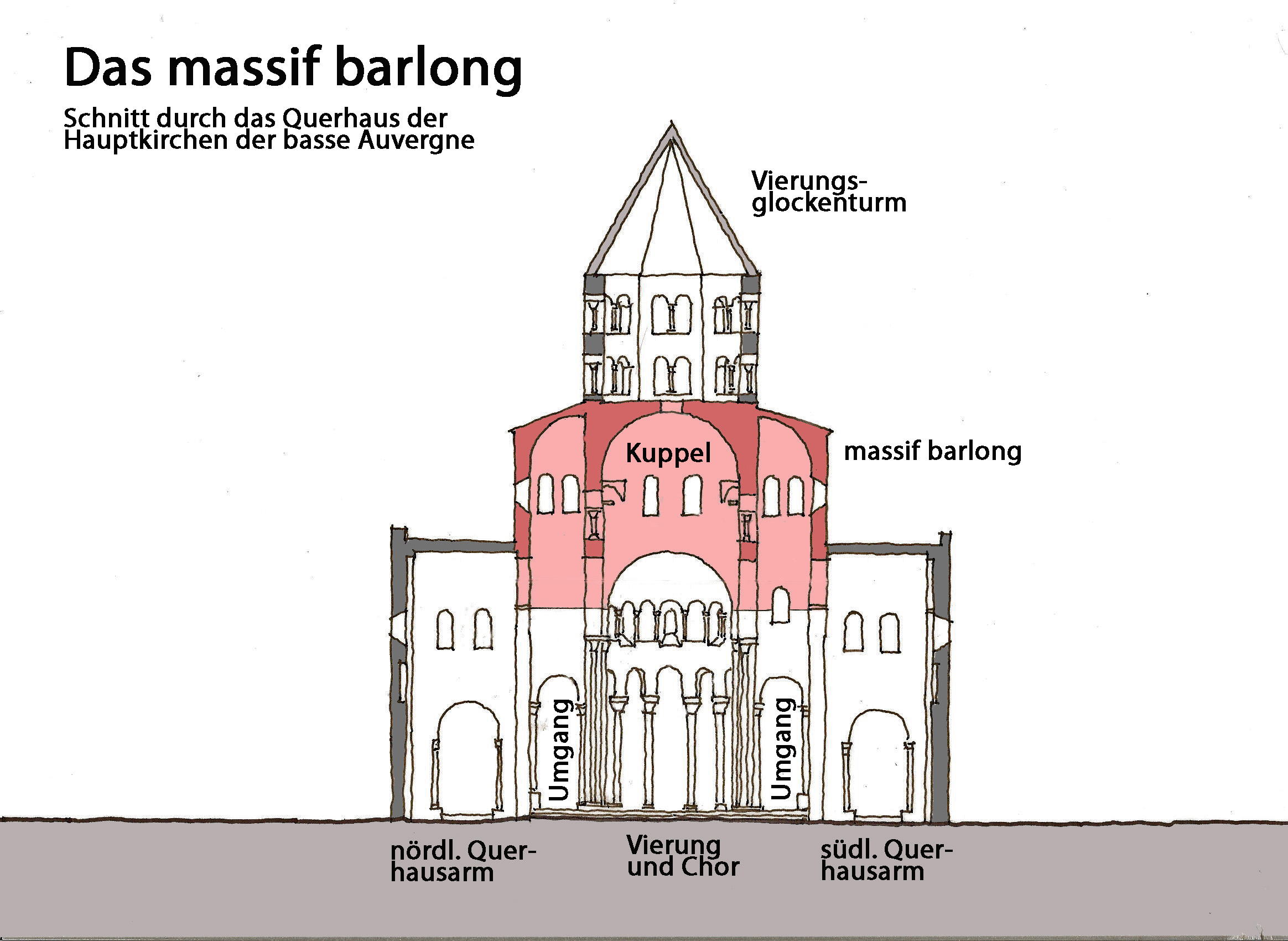
Massif barlong im Schnitt durch Querhaus

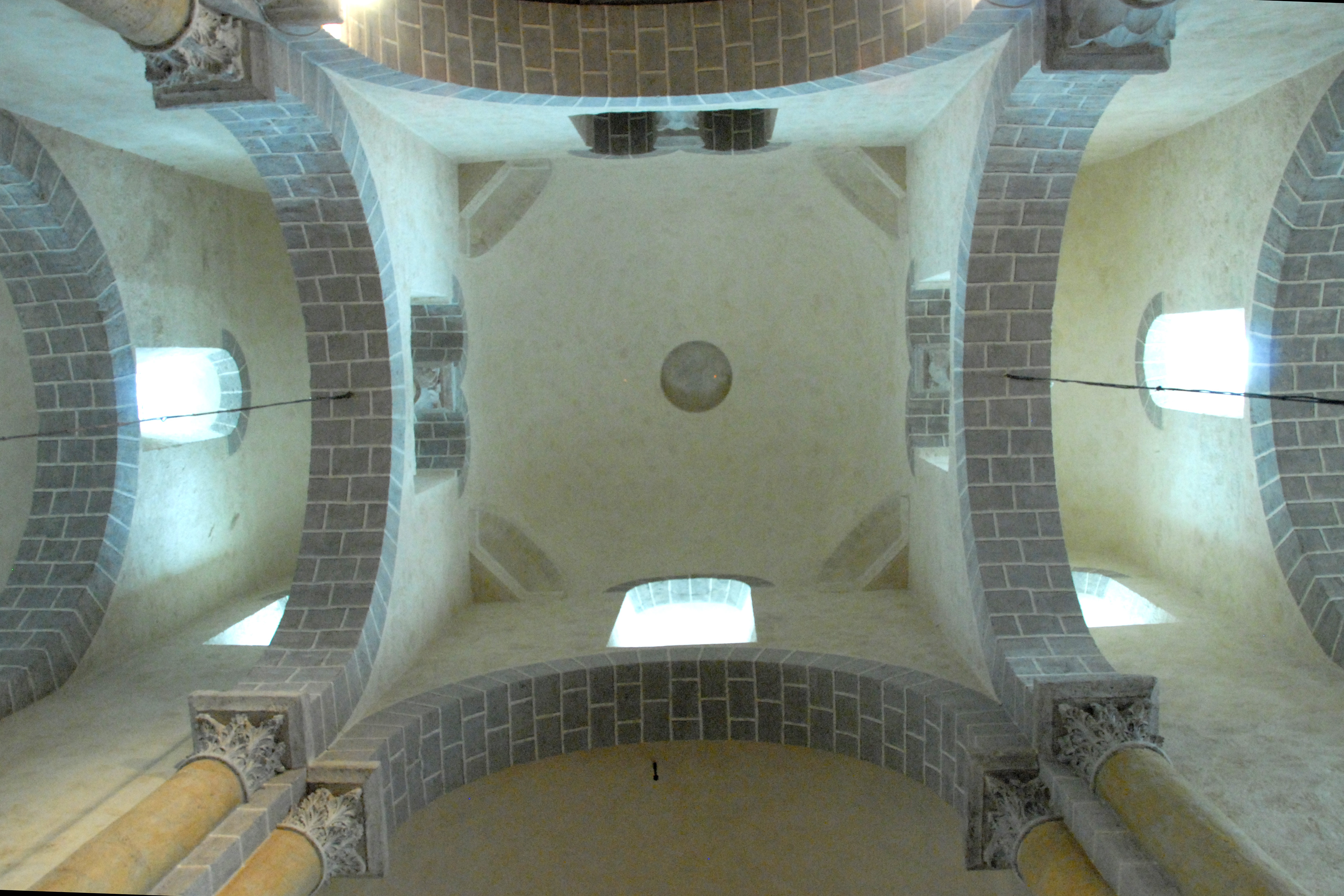
Saint-Nectaire: Massif barlong von unten

Im Inneren beginnt das Massif barlong etwas tiefer als außen, und zwar mit den Schwibbögen, die die gesamte Konstruktion tragen. Die Baumeister der romanischen Hauptkirchen der Auvergne blieben einer alten karolingischen Tradition treu und verwendeten sogenannte Schwibbögen, deren Struktur ansonsten allgemein aufgegeben war. Sie hatten erkannt, welche ästhetischen Gestaltungsmöglichkeiten diese tragfähigen Mauerbögen boten. Diese hatten immerhin die Lasten der Kuppel und des Glockenturms zu tragen. Durch sie wurde das Querhaus nicht wie üblich ein Schiff, das ein anderes, ähnliches durchdringt. Die Schwibbögen sind große Arkaden in Breite des Mittelschiffs und in Höhe des Chorgewölbes, aber deutlich niedriger als das des Mittelschiffs. Die darüber aufstehenden Wände gleichen die Höhendifferenzen aus und werden von Zwillings- und Drillingsarkadenöffnungen durchbrochen und dementsprechend entlastet. Das Gleiche gilt auch für die Schwibbögen über den Arkaden zwischen den Querhausarmen und den Seitenschiffverlängerungen. Von unten betrachtet, blickt man in das mächtige, frei über dem leeren Raum schwebende „Gehäuse“ des Massif barlong, in das über die bereits oben aufgeführten Fenster üppig Tageslicht einströmt und es wunderbar erhellt. Man hat den Eindruck, dass die Baumeister mit der Aussparung der Fenster hier nicht gespart haben, als Ausgleich für die sparsame Belichtung des Mittelschiffs.